# Catwijck
HC Catwyck (opgericht 1979) is de enige hockeyclub in de gemeente Katwijk, in de Nederlandse provincie Zuid-Holland. De club telt ruim 550 leden. 
In 1978 werd binnen de omnivereniging Rijnsoever, waarin sporten als tafeltennis en atletiek vertegenwoordigd waren, door voorzitter Hugo Jansen het plan geopperd om nog een tak van sport bij de vereniging toe te voegen, namelijk hockey.

## Geschiedenis
Het eerste jaar bestond de hockeyclub uit slechts 30 leden en was het onderdeel van de omnivereniging Rijnsoever, (in Katwijk-Noord). De club had een zeer kleine accommodatie en mocht samen met andere clubs gebruikmaken van een weiland.
De speelvelden werden later verplaatst naar de huidige locatie De Krom bij de Biltlaan. Dat was erg lastig, want het verenigingsgebouw was ongeveer 1,5 kilometer verder, zo'n 20 minuten lopen. Ook waren de velden, ondanks pogingen van de gemeente Katwijk, nauwelijks bespeelbaar. Na veel overleg met de gemeente kwam er medewerking vanuit de gemeente.
In 1986 werd er gewerkt aan een volwaardige accommodatie, een grasveld, kunstgrasveld en een clubhuis (verenigingsgebouw). Het ledental groeide tot 175 leden. Het kunstgrasveld werd in het najaar van 1986 voltooid en werd na eerst afgekeurd te zijn, in gebruik genomen. Daarna werd begonnen aan de constructie en bouw van het verenigingsgebouw.

## Heden
Tegenwoordig telt de Hockey Club Catwyck ruim 550, vooral actieve, leden. Veel leden hebben zich ingezet om te verwezenlijken waar Hockey Club Katwijk nu voor staat.
Hockeyclub Catwyck beschikt sinds april 2010 over 2 1/2 half kunstgrasveld. Het hockeyen op gras behoort dan ook definitief tot het verleden. Het nieuwe anderhalve kunstgrasveld is onderdeel van het zogenoemde 'sport op de stort' project. Op deze voormalige vuilnisbelt, wordt naast hockeyvelden ook een volledige atletiekbaan aangelegd. 
Naast de uitbreidingen van de velden, wordt begin september 2010 ook een begin gemaakt met de uitbreidingen van het verenigingsgebouw. Nieuwe, extra, kleedkamers, een professionele keuken inclusief ruim magazijn en nieuwe bespreking / cursusruimte moeten Hockeyclub Catwyck helemaal klaarmaken voor de toekomst. Begin maart 2011 zijn deze werkzaamheden afgerond.